# Karolina Gruszka

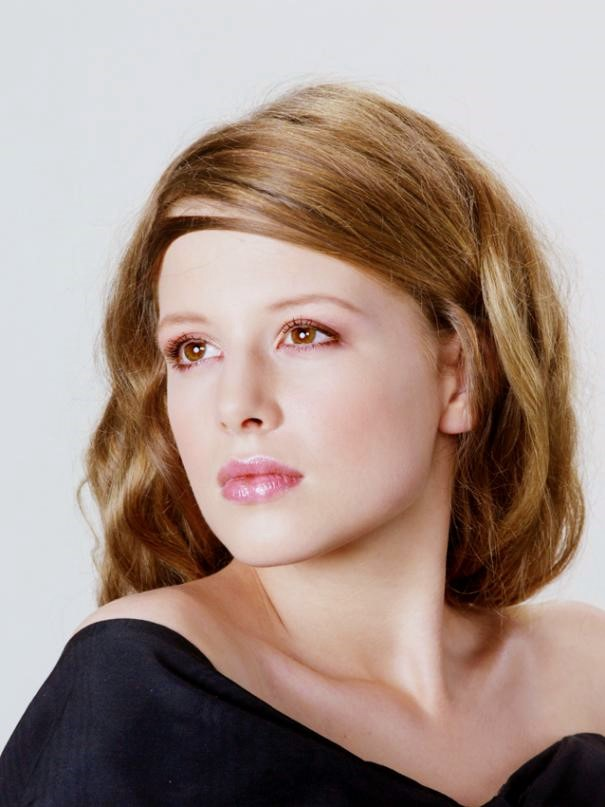
Karolina Gruszka (2008)

Karolina Gruszka (geboren am 13. Juli 1980 in Warschau) ist eine polnische Schauspielerin.

## Leben und Karriere
Karolina Gruszka absolvierte 2003 die Akademia Teatralna Warschau. Ab dem gleichen Jahr spielte sie beim Teatr Narodowy in Warschau. 
Seit 2007 ist Gruszka mit dem russischen Dramatiker, Regisseur und Schauspielkollege Iwan Wyrypajew verheiratet. Das Paar hat ein 2012 geborenes Kind. 

## Filmografie
- 1996: Fräulein Niemand (Panna Nikt)
- 1997: Boża podszewka (Fernsehserie)
- 1998: Spona
- 2000: Die russische Revolte (Russkiy bunt)
- 2000: Daleko od okna
- 2001: Beztlenowce (Fernsehfilm)
- 2001: Przedwiośnie
- 2001: V avguste 44-go
- 2001: Wiedźmin
- 2002: Bez litości
- 2002: Sfora (Miniserie)
- 2003: Przedwiosnie (Miniserie)
- 2003: Die Wikinger – Angriff der Nordmänner (Stara baśń. Kiedy słońce było bogiem)
- 2004: Break point
- 2005: Oficer (Fernsehserie)
- 2005: Boża podszewka. Część druga (Fernsehserie)
- 2005: Kochankowie z Marony
- 2006: Francuski numer
- 2006: Wszyscy jesteśmy Chrystusami
- 2006: Inland Empire
- 2007: Milosc w przejsciu podziemnym (Fernsehfilm)
- 2007: Fałszerze – powrót Sfory (Miniserie)
- 2007: More Things That Happened
- 2007: Tajemnica twierdzy szyfrów (Fernsehserie, eine Folge)
- 2007: Futro
- 2007: Na puti k serdtsu (Fernsehserie)
- 2008: Resolution 819 (Fernsehfilm)
- 2009: Korotkoe zamykanie
- 2009: Kislorod
- 2009: Drei Jahreszeiten in der Hölle (3 sezony v pekle)
- 2010: Trick
- 2010: Mistyfikacja
- 2010: Czas honoru (Fernsehserie, sieben Folgen)
- 2012: Zyvie Belarus
- 2012: Tanez Deli
- 2013: Iwan syn Amira
- 2014: Pani z przedszkola
- 2015: Spasene
- 2016: Marie Curie
- 2018: Das Geheimarchiv im Warschauer Ghetto (Who will write our History)
- 2021: Mr. Zygielbojm
- 2023: Joika